# René Kraus
René Kraus (* 3. November 1902 in Osijek, Königreich Kroatien und Slawonien; † 16. Juli 1947 in Amityville, Vereinigte Staaten) war ein österreichischer Schriftsteller und Journalist. Seine Werke erschienen in mehreren Sprachen.

## Leben
Kraus studierte an der Sorbonne, der Universität Wien sowie an der Friedrich-Wilhelms-Universität zu Berlin. Er begann seine journalistische Laufbahn als Jugendreporter auf der Pariser Friedenskonferenz 1919 und berichtete auch in den Folgejahren vor allem über diplomatische Ereignisse. Von 1928 bis 1933 war er Redakteur einer Berliner Zeitung. Er war zudem Pressesprecher des deutschen Außenministers Gustav Stresemann und später, ab 1935, Pressereferent der österreichischen Regierung Schuschnigg. Nach dem „Anschluss“ Österreichs 1938 für seine Kritik am Nationalsozialismus kurzzeitig in Wien inhaftiert gelang ihm mit einem Motorboot die Flucht über den Bodensee in die Schweiz, woraufhin er in die Vereinigten Staaten emigrierte. Im September 1940 wurde er ausgebürgert.
Er starb nach längerer Krankheit im Alter von 44 Jahren in einem Privatkrankenhaus auf Long Island. Kraus war ein Anhänger des Monarchismus und römisch-katholischer Konfession.

## Werke
- Spione im Geldkrieg. Schäfer, Berlin/Leipzig 1933.
- The Private and Public Life of Socrates. Doubleday, 1940.
  - spanisch: La vida privada y pública de Sócrates. Arpa & Alfil, Barcelona 2022, ISBN 978-84-18741-36-4 (Rezension).
- Winston Churchill. J. B. Lippincott & Co., 1940.
- The Men Around Churchill. J. B. Lippincott & Co., 1941.
- Young Lady Randolph. The Life and Times of Jennie Jerome, American Mother of Winston Churchill. G. P. Putnam’s Sons, 1943.
- Europe in Revolt. Macmillan, New York 1942 (Digitalisat).
- Old Master. The Life of Jan Christian Smuts. E. P. Dutton, 1944.
- Winston Churchill in the Mirror. His Life in Pictures and Story. E. P. Dutton, 1944.